# بوب لونغ (لاعب كرة قدم أمريكية)
بوب لونغ (بالإنجليزية: Bob Long) هو لاعب كرة قدم أمريكية أمريكي، ولد في 24 فبراير 1934 في سووث باسادينا في الولايات المتحدة.

## وصلات خارجية
- بوب لونغ على موقع مرجع كرة القدم المحترفة.كوم (الإنجليزية)